# Fambaque (Guelarcunique)
Fambaque (em armênio: Փամբակ; romaniz.: P’ambak) é uma aldeia no município de Vardenis, na província de Guelarcunique, na Armênia. De acordo com o censo de 2011, havia 548 habitantes.

## Geografia
Fambaque está localizada a 28 quilômetros a noroeste da cidade de Vardenis, na margem esquerda do curso inferior do rio Fambaque, a dois quilômetros do lago Sevã. Possui pomares de frutas. Seu clima é temperado e ventoso. A área ao redor da montanha e as encostas orientais no norte são pobres em vegetação. Sua população subsiste da pecuária, agricultura (vegetais e melão) e jardinagem. Em termos de infraestrutura, conta com uma escola primária, um clube, uma biblioteca, um posto médico e um moinho d'água.

## História
Originalmente, a aldeia se chamava Luschi Darassi (Ղուշչի Դարասի, Łušč’i Darasi) e no século XIX fez parte do distrito (uezde) de Nova Baiazete da Gubernia de Erevã da Armênia russa. De norte a sul, há cemitérios armênios e cruzes de pedra na encosta em Fambaque. Por conseguinte, há vestígios de um antigo assentamento armênio. Em conexão com os massacres armênios no Azerbaijão em 1988-89, 544 armênios que foram deslocados à força da cidade de Dasquessã, no Azerbaijão, se estabeleceram aqui.
| Ano       | 1873 | 1897 | 1926 | 1939 | 1959 | 1970  | 1979  | 1989 |
| --------- | ---- | ---- | ---- | ---- | ---- | ----- | ----- | ---- |
| População | 166  | 283  | 349  | 532  | 708  | 1 110 | 1 427 | 380  |